# 奧姆斯比聖瑪格麗特與斯克拉特比
奧姆斯比聖瑪格麗特與斯克拉特比（英語：Ormesby St Margaret with Scratby）是英格兰诺福克郡的民政教區。由内陆村庄奧姆斯比聖瑪格麗特和毗邻的海水浴場斯克拉特比和加利福尼亞组成。两个村莊大約分隔彼此1公里，坐落於于大雅茅斯镇以北6英里（9.7公里）和諾里奇以东19英里（31公里）處。
该民政教区面积为4.5英里（7.2公里），根據2001年人口普查數據，教區内人口有4,021人，分屬1,680户家庭。2011年人口减少至3,974人。
大奧姆斯比火車站火車站曾位於奧姆斯比聖瑪格麗特，它位於大雅茅斯和梅爾頓康斯特布爾之間的鐵路線上。該站於1959年關閉。